# Psychopterys ornata
Psychopterys ornata är en tvåhjärtbladig växtart som beskrevs av W.R.Anderson och S.Corso. Psychopterys ornata ingår i släktet Psychopterys och familjen Malpighiaceae. Inga underarter finns listade i Catalogue of Life.